# Ciclisme als Jocs Olímpics d'estiu de 2004

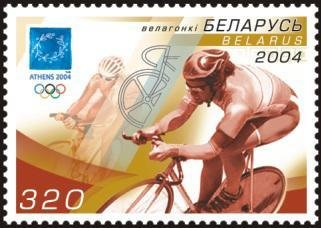
Segell postal emès per Bielorrússia per commemorar la prova ciclista dels Jocs Olímpics.

Als Jocs Olímpics d'Estiu de 2004 celebrats a la ciutat d'Atenes (Grècia) es disputaren 18 proves de ciclisme, onze en categoria masculina i set en categoria femenina. La competició es dividí entre quatre de ciclisme en ruta, dotze de ciclisme en pista i dues de ciclisme de muntanya. La competició tingué lloc entre els dies 14 i 24 d'agost de 2004 als carres d'Atenes pel que fa al ciclisme en ruta, al Velòdrom Olímpic pel que fa al ciclisme en pista i al Circuit Olímpic de Parnitha pel que fa al ciclisme de muntanya.
Hi participaren un total de 464 ciclistes, entre ells 334 homes i 130 dones, de 61 comitès nacionals diferents.

## Resum de medalles

### Ciclisma en ruta

#### Categoria masculina
| Prova                   | Or                 | Argent          | Bronze         |
| Ruta individual Detalls | Paolo Bettini      | Sérgio Paulinho | Axel Merckx    |
| Contrarellotge Detalls  | Viatxeslav Iekímov | Bobby Julich    | Michael Rogers |

#### Categoria femenina
| Prova                   | Or                | Argent       | Bronze          |
| Ruta individual Detalls | Sara Carrigan     | Judith Arndt | Olga Slyusareva |
| Contrarellotge Detalls  | Leontien Zijlaard | Dede Barry   | Karin Thuerig   |

### Ciclisma en pista

#### Categoria masculina
| Prova                             | Or | Argent | Bronze                                                                |
| Quilòmetre contrarellotge Detalls | Chris Hoy | Arnaud Tournant                                                                                             | Stefan Nimke                                                          |
| Velocitat individual Detalls      | Ryan Bayley | Theo Bos | René Wolff                                                            |
| Velocitat per equips Detalls      | AlemanyaJens Fiedler · Stefan Nimke · René Wolff                                                                | JapóToshiaki Fushimi · Masaki Inoue · Tomohiro Nagatsuka                                                    | FrançaMickael Bourgain · Laurent Gané · Arnaud Tournant               |
| Persecució individual Detalls     | Bradley Wiggins                                                                                                 | Brad McGee                                                                                                  | Sergi Escobar                                                         |
| Persecució per equips Detalls     | AustràliaGraeme Brown · Brett Lancaster · Brad McGee · Luke Roberts · Peter Dawson (q) · Stephen Wooldridge (q) | Regne UnitSteve Cummings · Rob Hayles · Paul Manning · Bradley Wiggins · Chris Newton (q) · Bryan Steel (q) | EspanyaCarlos Castaño · Sergi Escobar · Asier Maeztu · Carlos Torrent |
| Cursa per punts Detalls           | Mikhaïl Ignàtiev                                                                                                | Joan Llaneras                                                                                               | Guido Fulst                                                           |
| Madison Detalls                   | AustràliaGraeme Brown · Stuart O'Grady                                                                          | SuïssaFranco Marvulli · Bruno Risi                                                                          | Regne UnitRob Hayles · Bradley Wiggins                                |
| Keirin Detalls                    | Ryan Bayley | José Escuredo                                                                                               | Shane Kelly                                                           |

#### Categoria femenina
| Prova                         | Or               | Argent                | Bronze                |
| Velocitat individual Detalls  | Lori-Ann Muenzer | Tamilla Abassova      | Anna Meares           |
| 500 m contrarellotge Detalls  | Anna Meares      | Jiang Yonghua         | Natàl·lia Tsilínskaia |
| Persecució individual Detalls | Sarah Ulmer      | Katie MacTier         | Leontien Zijlaard     |
| Cursa per punts Detalls       | Olga Slyusareva  | Belem Guerrero Méndez | María Luisa Calle     |

### Ciclisme de muntanya

#### Categoria masculina
| Prova                        | Or             | Argent               | Bronze         |
| Ciclisme de muntanya Detalls | Julien Absalon | José Antonio Hermida | Bart Brentjens |

#### Categoria femenina
| Prova                        | Or              | Argent               | Bronze       |
| Ciclisme de muntanya Detalls | Gunn-Rita Dahle | Marie-Hélène Prémont | Sabine Spitz |

## Medaller
| Posició | País            | Or | Argent | Bronze | Total |
| 1       | Austràlia       | 6  | 2      | 3      | 11    |
| 2       | Rússia          | 3  | 1      | 1      | 5     |
| 3       | Regne Unit      | 2  | 1      | 1      | 4     |
| 4       | Alemanya        | 1  | 1      | 4      | 6     |
| 5       | Països Baixos   | 1  | 1      | 2      | 4     |
| 6       | França          | 1  | 1      | 1      | 3     |
| 7       | Canadà          | 1  | 1      | 0      | 2     |
| 8       | Itàlia          | 1  | 0      | 0      | 1     |
| 8       | Nova Zelanda    | 1  | 0      | 0      | 1     |
| 8       | Noruega         | 1  | 0      | 0      | 1     |
| 11      | Espanya         | 0  | 3      | 2      | 5     |
| 12      | Estats Units    | 0  | 2      | 0      | 2     |
| 13      | Suïssa          | 0  | 1      | 1      | 2     |
| 14      | Japó            | 0  | 1      | 0      | 1     |
| 14      | Mèxic           | 0  | 1      | 0      | 1     |
| 14      | Portugal        | 0  | 1      | 0      | 1     |
| 14      | R.P. de la Xina | 0  | 1      | 0      | 1     |
| 18      | Bèlgica         | 0  | 0      | 1      | 1     |
| 18      | Belarús         | 0  | 0      | 1      | 1     |
| 18      | Colòmbia        | 0  | 0      | 1      | 1     |